# Arklow-F-Klasse
Die Arklow-F-Klasse ist eine Küstenmotorschiffsklasse der irischen Reederei Arklow Shipping. Die Schiffe wurden auf der spanischen Werft Astilleros de Murueta gebaut und zwischen Ende 2006 und Ende 2011 abgeliefert.

## Beschreibung
Die Schiffe werden von Viertakt-Sechszylinder-Dieselmotoren angetrieben, die über ein Untersetzungsgetriebe auf einen Verstellpropeller wirken. Die Schiffe erreichen damit etwa 11,5 kn. Zunächst kamen für den Antrieb Motoren des Herstellers Caterpillar des Typs MaK 6M25 mit 1.980 kW Leistung zum Einsatz. Für die 2010 und 2011 gebauten Einheiten wurde auf Motoren des Herstellers MAN des Typs 6L27/38 mit 2.040 kW Leistung zurückgegriffen.
Für die Stromerzeugung stehen zwei Guascor-Dieselmotoren mit jeweils 175 kW Leistung und ein Guascor-Dieselmotor mit 50 kW Leistung zur Verfügung, die zwei Stamford-Generatoren mit jeweils 175 kVA Scheinleistung und einen Stamford-Generator mit 60 kVA Scheinleistung antreiben. Weiterhin steht ein Wellengenerator zur Verfügung. Die Schiffe sind mit einem Bugstrahlruder mit 250 kW Leistung ausgestattet.
Das Deckshaus befindet sich im hinteren Bereich der Schiffe. Vor dem Deckshaus befindet sich der Laderaum. Die Luke ist 63 Meter lang und 11,7 Meter breit und mit Stapellukendeckeln verschlossen, die mithilfe eines Lukenwagens bewegt werden können. Auf 51,3 Metern Länge ist der Laderaum boxförmig. Die Schiffe sind mit zwei Schotten ausgestattet, mit denen der Laderaum unterteilt werden kann. Die Schotten können an zehn Positionen aufgestellt werden. Der Laderaum ist 6.074 m³ groß. Wenn die Schotten an Bord sind, stehen 6.056 m³ zur Verfügung. Die Tankdecke kann mit 15 t/m², die Lukendeckel mit 1,75 t/m³ belastet werden.

## Schiffe
| Arklow-F-Klasse | Arklow-F-Klasse | Arklow-F-Klasse | Arklow-F-Klasse    | Arklow-F-Klasse            |
| Bauname         | Bau- nummer     | IMO-Nummer      | Ablieferung        | Spätere Namen und Verbleib |
| --------------- | --------------- | --------------- | ------------------ | -------------------------- |
| Arklow Faith    | 261             | 9361718         | 30. November 2006  | 2021: Nicola L             |
| Arklow Fame     | 262             | 9361720         | 17. Oktober 2006   | 2021: Natalie              |
| Arklow Flair    | 263             | 9361732         | 18. Mai 2007       | 2022: Schouwenbank         |
| Arklow Fortune  | 264             | 9361744         | 26. März 2007      | 2022: Solentbank           |
| Arklow Freedom  | 265             | 9361756         | 28. März 2008      | 2022: Hav Brim             |
| Arklow Future   | 266             | 9361768         | 24. Juli 2008      | 2022: Hav Sund             |
| Arklow Falcon   | 284             | 9527659         | 17. März 2010      |                            |
| Arklow Fern     | 285             | 9527661         | 16. September 2010 |                            |
| Arklow Field    | 286             | 9527673         | 31. März 2011      |                            |
| Arklow Forest   | 287             | 9527685         | 6. Oktober 2011    |                            |

Die Schiffe fahren bzw. fuhren unter der Flagge Irlands mit Heimathafen Arklow.